# کوکو قبل از شنل
کوکو قبل از شنل (انگلیسی: Coco Before Chanel) فیلمی در ژانر زندگی‌نامه‌ای و درام به کارگردانی آن فونتن است که در سال ۲۰۰۹ منتشر شد. از بازیگران آن می‌توان به آدری توتو، بنوآ پولورد، آلساندرو نیوولا و ماری جیلاین اشاره کرد.
فیلم روایتگر زندگیِ کوکو شنل، طراح مد فرانسوی است که نقشش را آدری توتو بازی می‌کند. کوکو شنل از سال ۱۹۳۴ تا ۱۹۷۱ در هتل ریتز در پاریس زندگی می‌کرد.
این فیلم نامزد دریافت بهترین طراحی لباس در مراسم اسکار سال ۲۰۰۹ گردید.
این فیلم بر اساس رمان شنل و دنیایش نوشته ادموند شارل-رو ساخته شده است.